# ویرا استدمن
ویرا استدمن (انگلیسی: Vera Steadman؛ ‏ ۲۳ ژوئن ۱۹۰۰ – ۱۴ دسامبر ۱۹۶۶) بازیگر اهل ایالات متحده آمریکا بود. وی بین سال‌های ۱۹۱۵ تا ۱۹۴۱ میلادی فعالیت می‌کرد.
از فیلم‌هایی که وی در آن‌ها نقش داشته است، می‌توان به ملاقات با جان دو، ستاره‌ای متولد شده‌است، شکوه صبح، ۸۱۳ و لوک و پریان دریا اشاره نمود.